# 伊凡一世

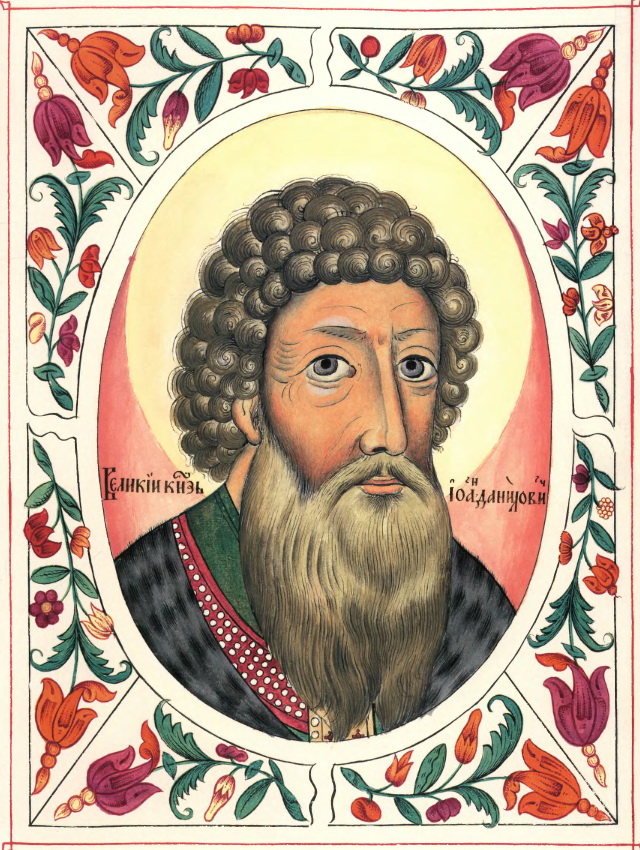
伊凡一世

伊凡一世·丹尼洛维奇（钱袋）（Ива́н I Дани́лович Калита́，1288年—1340年3月31日），是莫斯科大公（约1325年－1340年3月31日在位），亚历山大·涅夫斯基幼子丹尼尔·亚历山德罗维奇之子。
伊凡一世富于谋略，为达到自己的目的不择手段，狡猾而残忍。金帳汗國在俄羅斯的達魯花赤人數太少，無法有效統治。因此只有委託當地大公統治。利用以往积累的财力贿赂金帐汗国统治阶层，又站在对清算封建分裂势力有利的教会一方，抑制以特维尔王公为首的莫斯科邻近各公国。

## 成為弗拉基米爾大公
西元1327年，特维尔市民杀害负责收集税收的蒙古官员，甚至杀了欽察汗月即别的一位堂兄弟，因此，月即别派5万人给莫斯科的伊凡大公，命令他对特维尔进行镇压。作为欽察汗意志的执行者，莫斯科大公们掌握權力，朝着建國之路迈出了第一步。1328年，伊凡一世取得弗拉基米尔大公之位，并掌握了从罗斯各地向金帐汗国缴收贡赋的征集权。他常常把贡赋的一部分据为己有，作为自己的活动资金。從他開始，弗拉基米爾大公之位沒有再派給其他公國，人們咸信汗國已委託他管理羅斯，不對他妄加干預。他將稅收統一化，再把各公國統一。蒙古人每到一處，也實施人口普查，但蒙古人人數太少，只有委託俄羅斯公國負責。莫斯科的作為正符合蒙古人要求，為未來掌控羅斯全境埋下了伏筆。
伊凡一世在莫斯科建造了最早用石头建造的乌斯平斯基大教堂，並在西元1328年把作为俄罗斯统一象征的弗拉基米尔主教也遷至莫斯科。由于他利用了政治和宗教上的权威，莫斯實際上已成为當時罗斯的政治、宗教中心。但伊凡一世一生橫徵暴斂、斂財無數卻又一毛不拔，因此获得“卡利塔”（钱包）的外号。
| 伊凡一世 留里克王朝出生于：1288年逝世於：1340年3月31日 | 伊凡一世 留里克王朝出生于：1288年逝世於：1340年3月31日 | 伊凡一世 留里克王朝出生于：1288年逝世於：1340年3月31日 |
| 統治者頭銜                                             | 統治者頭銜                                             | 統治者頭銜                                             |
| ------------------------------------------------------ | ------------------------------------------------------ | ------------------------------------------------------ |
| 前任： 尤里·達尼洛維奇                                 | 莫斯科大公 1325年－1340年                              | 繼任： 謝苗·伊萬諾維奇                                 |
| 前任： 亞歷山大·米哈伊洛維奇                           | 弗拉基米爾大公 1328年－1340年                          | 繼任： 謝苗·伊萬諾維奇                                 |
| 前任： 亞歷山大·米哈伊洛維奇                           | 諾夫哥羅德王公 1328年－1337年                          | 繼任： 謝苗·伊萬諾維奇                                 |

## 資料來源
俄國史